# Artère glutéale supérieure

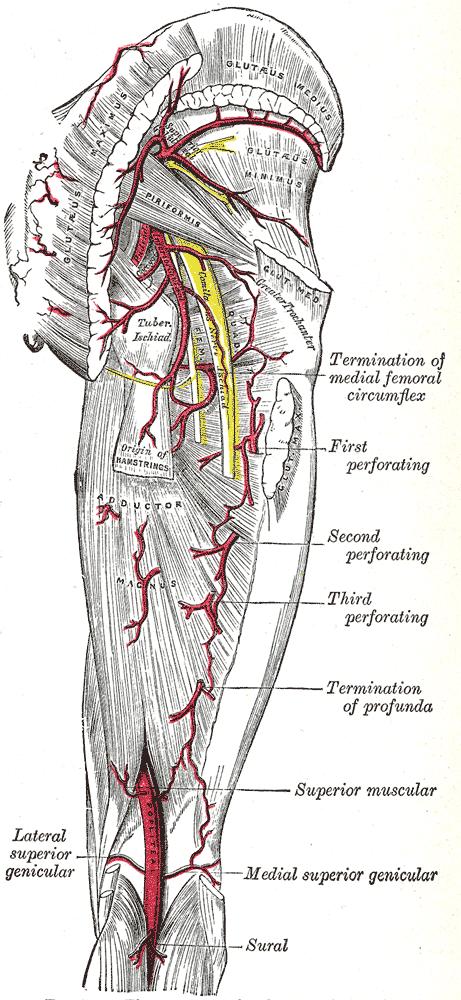
Les artères de la face postérieure de la hanche et de la cuisse.

Pour les articles homonymes, voir Artère glutéale.
L'artère glutéale supérieure (ou artère fessière ou artère iliaque postérieure de Poirier) est une artère systémique paire de l'abdomen située dans la cavité pelvienne. Elle vascularise les muscles glutéaux.

## Origine
L'artère glutéale supérieure nait du tronc postérieur de l'artère iliaque interne au niveau de la grande échancrure ischiatique.

## Trajet
L'artère glutéale supérieure se dirige en dehors vers la grande échancrure ischiatique en passant entre le tronc lombo-sacré et le premier nerf sacré.
Elle traverse la grande échancrure ischiatique au-dessus du muscle piriforme pour entrer dans la région glutéale. Elle se divise aussitôt en ses deux branches terminales : le rameau superficiel et le rameau profond.
Le long de son parcours elle donne rameaux pour le périoste de l'os coxal.

## Terminaison

### Rameau superficiel de l'artère glutéale supérieure
Le rameau superficiel passe entre les muscles moyen glutéal et grand glutéal.
Il vascularise le muscle grand glutéal et les tissus sous-cutanés de la région fessière.

### Rameau profond de l'artère glutéale supérieure
Le rameau profond passe entre les muscles petit glutéal et moyen glutéal.
Il donne un rameau supérieur et un rameau inférieur.
Le rameau supérieur vascularise les muscles petit et moyen glutéaux.
Le rameau inférieur vascularise le muscle tenseur du fascia lata et contribue à la vascularisation de l'articulation coxale (capsule articulaire).

## Anastomoses
L'artère glutéale supérieure s'anastomose autour du muscle piriforme avec l'artère glutéale inférieure. 
Elle s'anastomose également avec l'artère circonflexe fémorale latérale pour fournir une suppléance vasculaire à la région trochantérienne.